# L.J. Thorpe
Leonard "L. J." Thorpe (Royal Palm Beach, Florida; 6 de mayo de 1999) es un baloncestista estadounidense que pertenece a la plantilla del Utenos Juventus de la LKL, la primera división lituana. Con 1,96 metros de estatura, juega en la posición de base.

## Trayectoria deportiva

### Universidad
Jugó cinco temporadas con los Bulldogs de la Universidad de Carolina del Norte en Asheville, aunque en la primera de ellas solo disputó un partido por una grave lesión, en las que promedió 12,5 puntos, 4,6 rebotes, 2,9 asistencias y 1,0 robos de balón por partido. El 10 de febrero de 2020 se convirtió en el segundo jugador en la historia del programa en registrar un triple-doble. Lideró al equipo con 17 puntos, capturó 13 rebotes y repartió 10 asistencias, la mayor cantidad de su carrera, mientras los Bulldogs caían 80-70 ante los Hampton Pirates.

#### Estadísticas en la NCAA
| Año     | Equipo        | PJ  | PT | MPP  | %TC  | %3P  | %TL  | RPP | APP | ROB | TPP | PPP  |
| ------- | ------------- | --- | -- | ---- | ---- | ---- | ---- | --- | --- | --- | --- | ---- |
| 2017–18 | UNC Asheville | 1   | 0  | 6.0  | .500 | .000 | .750 | 1.0 | 2.0 | 4.0 | 0.0 | 5.0  |
| 2018–19 | UNC Asheville | 16  | 6  | 23.9 | .385 | .268 | .679 | 3.5 | 2.5 | 2.5 | 0.1 | 8.6  |
| 2019–20 | UNC Asheville | 31  | 31 | 28.6 | .486 | .404 | .686 | 6.4 | 2.3 | 1.4 | 0.2 | 13.9 |
| 2020–21 | UNC Asheville | 20  | 16 | 25.1 | .500 | .405 | .714 | 4.1 | 3.0 | 0.7 | 0.2 | 11.6 |
| 2021–22 | UNC Asheville | 32  | 27 | 24.2 | .494 | .400 | .739 | 3.8 | 3.7 | 0.9 | 0.2 | 14.1 |
| Total'  | Total'        | 100 | 80 | 25.5 | .479 | .366 | .708 | 4.6 | 2.9 | 1.0 | 0.2 | 12.5 |

### Profesional
Tras no ser elegido en el Draft de la NBA de 2022, el 8 de agosto fichó por el Tampereen Pyrintö de la Korisliiga de Finlandia. Durante su estancia en el equipo promedió 12,7 puntos y 4,9 asistencias por partido.
El 18 de julio de 2023 fichó por el BC Šiauliai de la Liga de Baloncesto de Lituania.
El 8 de mayo de 2024 firmó con los Brampton Honey Badgers de la Canadian Elite Basketball League. En julio firmó con el Utenos Juventus de la LKL, la primera división lituana.